# Nguyễn Ngọc Bích (kỹ sư)
Nguyễn Ngọc Bích (1911–1966) là một kỹ sư, bác sĩ và chính khách người Việt Nam, Đại biểu Quốc hội khóa I Việt Nam Dân chủ Cộng hòa, Ủy viên Ban Thường trực Quốc hội. Từng là một trí thức lớn trước năm 1945, ông tham gia phong trào đấu tranh giành độc lập cho Việt Nam. Dưới thời Đệ nhất Việt Nam Cộng hòa, ông từng được đánh giá là một ứng cử viên sáng giá cho chức vụ Tổng thống, tuy nhiên sau đó tư cách ứng viên của ông đã bị chính quyền Ngô Đình Diệm hủy vì “lý do kỹ thuật”.

## Thân thế
Ông sinh 18 tháng 5 năm 1911N.bns tại làng An Hội, tổng Bảo Hựu, quận Bảo AnN.qba (nay thuộc phường An Hội, thành phố Bến Tre), tỉnh Bến Tre. Thân phụ ông là Nguyễn Ngọc Tương, một công chức cao cấp trong chính quyền thực dân Pháp, sau là Giáo tông Hội Thánh Cao Đài Ban Chỉnh Đạo. Thân mẫu ông là bà Bùi Thị Giàu. Ông là anh ruột kỹ sư Nguyễn Ngọc Nhựt, về sau cũng là một nhà cách mạng Việt Nam, được nhà nước Việt Nam công nhận liệt sĩ kháng chiến chống Pháp.

## Mối tình éo le
Do điều kiện gia đình thuộc tầng lớp thượng lưu, ông được tiếp thụ nền giáo dục bậc cao thời bấy giờ. Thuở nhỏ, ông học ở quê hương Bến Tre, cũng là nơi thân phụ ông trấn nhậm. Đến tuổi thiếu niên, ông được gia đình cho lên Sài Gòn ăn học, sau du học Pháp tại trường Polytechnique Paris. Thời gian tại Paris, ông sống cùng 2 anh trai đang du học tại đây là Nguyễn Ngọc Hớn (anh cùng cha khác mẹ) và Nguyễn Ngọc Kỷ (anh ruột). Do tình trạng sức khỏe kém, ông thường được người chị họ Henriette Bùi Quang Chiêu,N.hvb sinh viên trường Faculté de Médecine de Paris (thuộc Đại học Paris) đến chăm sóc. Hai người dần trở nên có tỉnh cảm yêu đương với nhau, kéo dài đến ngày ông qua đời.

Thời bấy giờ, quan niểm về lễ giáo còn nặng nề khi quan hệ họ hàng giữa hai người quá gần gũi. Vì vậy, năm 1934, sau khi tốt nghiệp, bà Henriette Bùi trở về nước, bỏ lại mối tình sâu đậm và lập gia đình với luật sư Vương Quang Nhường, theo nguyện vọng của gia đình. Tuy nhiên chỉ không đầy 2 năm sau, hai người ly hôn vì khác biệt trong cách sống.
Sau khi bà Henriette Bùi trở về nước và kết hôn, ông Bích tiếp tục theo học trường École Nationale des Ponts et Chaussées. Sau khi tốt nghiệp năm 1936, ông về nước và làm việc ở sở Thủy Lợi tỉnh Sóc Trăng đến ngày Nhật đảo chính Pháp tại Đông Dương. Ông gặp lại người tình Henriette Bùi và chung sống với bà dù không được sự đồng ý của cả hai gia đình.

## Tham gia kháng chiến
Khi Nhật đảo chính Pháp tại Đông Dương, ông rời bỏ nhiệm sở và trở về quê nhà tại Bến Tre. Lúc này, thân phụ ông đã nhiệm quyền Giáo tông của Ban Chỉnh Đạo Hội Thánh Cao Đài. Do uy thể của gia đình ông, các lãnh đạo Việt Minh đã nhiều lần tiếp xúc và vận động thân phụ ông ủng họ cho phong trào đấu tranh giành độc lập dân tộc. Lấy lý do tuổi cao sức yếu, thân phụ ông đã giới thiệu con trai mình là ông Ngọc Bích đại diện gia đình tham gia Việt Minh.
Cách mạng tháng 8 thành công, ông có một vị trí cao trong chính quyền Việt Minh. Khi Pháp tái chiếm Nam Bộ, ông được bổ nhiệm làm Khu bộ phó Khu 9 (Tây Nam Bộ), nổi tiếng với biệt danh "kỹ sư phá cầu" để làm chậm bước tiến của quân Pháp tại Cái Răng (Cần Thơ) và Nhu Gia (Sóc Trang). Trong đợt bầu cử toàn quốc đầu tiên, ông được bầu làm Đại biểu Quốc hội khóa I Việt Nam Dân chủ Cộng hòa và được bầu bổ sung làm Ủy viên dự khuyết Ban Thường trực Quốc hội.
Đầu năm 1947, trong một cuộc càn quét vùng kháng chiến ở Sóc Trăng, ông bị quân Pháp bắt làm tù binh. Sau một thời gian giấu tung tích, ông bị Pháp nhận diện là kỹ sư Nguyễn Ngọc Bích. Do uy tín cao và có quốc tịch Pháp, cùng với sự vận động ân xá của bạn bè của ông tại Pháp, chính quyền quân sự Pháp tại Đông Dương không thể xử nặng với cáo buộc "phản loạn" và phải ra quyết định "cưỡng bức lưu trú" tại Paris. Năm 1948, ông bị giới quân sự thực dân Đông Dương đưa về Pháp.

## Hoạt động tại Pháp
Sau khi trở lại Paris, ông cùng bạn hữu thành lập và quản lý một nhà xuất bản tiếng Việt có tên là Minh Tân, chuyên in ấn và xuất bản các tác phẩm văn học, sử học, khoa học... bằng tiếng Việt của các tác giả tầm cỡ Việt Nam (Đào Duy Anh, Hoàng Xuân Hãn...). Thời gian này, ông nhiều lần vận động chính giới Pháp tìm đến một giải pháp thương lượng với chính phủ Việt Nam Dân chủ Cộng hòa, hầu đi đến một nền hòa bình và sự công nhận độc lập cho Việt Nam.
Thập niên 1950, ông theo học y khoa và trở thành một bác sĩ ung thư tại Pháp. Đầu thập niên 1960, nhiều thông tin trong chính giới vận động ông như một ứng viên sáng giá có thể thay thế tổng thống đương nhiệm Ngô Đình Diệm trên chức vụ Tổng thống Việt Nam Cộng hòa qua cuộc bầu cử năm 1961. Tuy nhiên, hồ sơ ứng cử tổng thống của ông đã bị chính quyền Sài Gòn tuyên bố không hợp lệ vào giờ chót vì “lý do kỹ thuật”. Củng năm đó, ông và bà Henriette Bùi trở lại Pháp và tiếp tục sống với nhau như vợ chồng cho đến ngày ông qua đời.
Trong những năm cuối đời, ông mắc ung thư giai đoạn cuối và trở về Việt Nam dưỡng bệnh. Ông qua đời ngày 4 tháng 12 năm 1966 tại Thủ Đức. Di hài của ông về sau được gia đình đưa về an táng tại quê nhà Bến Tre, bên cạnh người em Nguyễn Ngọc Nhựt.

## Vinh danh
Để ghi nhớ công lao của ông, một con đường đã được đặt theo tên ông ở quận Cái Răng, thành phố Cần Thơ, Việt Nam.

## Gia đình
Cha mẹ
- Thân phụ: Nguyễn Ngọc Tương (1881-1951), hàm Đốc phủ sứ, Giáo tông Hội Thánh Cao Đài Ban Chỉnh Đạo
- Thân mẫu: Bùi Thị Giàu (1884-1937), Giáo sư Hội Thánh Cao Đài Nguyên thủy

Anh chị em:
1. Nguyễn Thị Tú (1903–1926), chị cùng cha khác mẹ
2. Nguyễn Ngọc Hớn (1906–1951), anh cùng cha khác mẹ, kỹ sư
3. Nguyễn Ngọc Kỷ (1910-1978), anh ruột, kỹ sư
4. Nguyễn Thị Yến (1913-2006), em gái ruột
5. Nguyễn Thị Nguyệt (1915-2009), em gái ruột
6. Nguyễn Ngọc Nhựt (1918-1952), em trai út, kỹ sư Tạo tác E.C.P, ủy viên Ủy ban Kháng chiến Hành chính Nam Bộ, liệt sĩ

Vợ
- Henriette Bùi Quang Chiêu (1906–2012), nữ bác sĩ đầu tiên của Việt Nam.[8]

Con
- Nguyễn Ngọc Châu (1944-), con trai với người tình Phan Ngọc Huế.[2]

## Hình ảnh

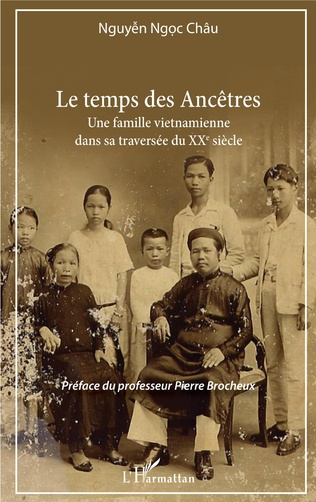
Le Temps des Ancêtres: Une famille vietnamienne dans sa traversée du XXe siècle, book cover
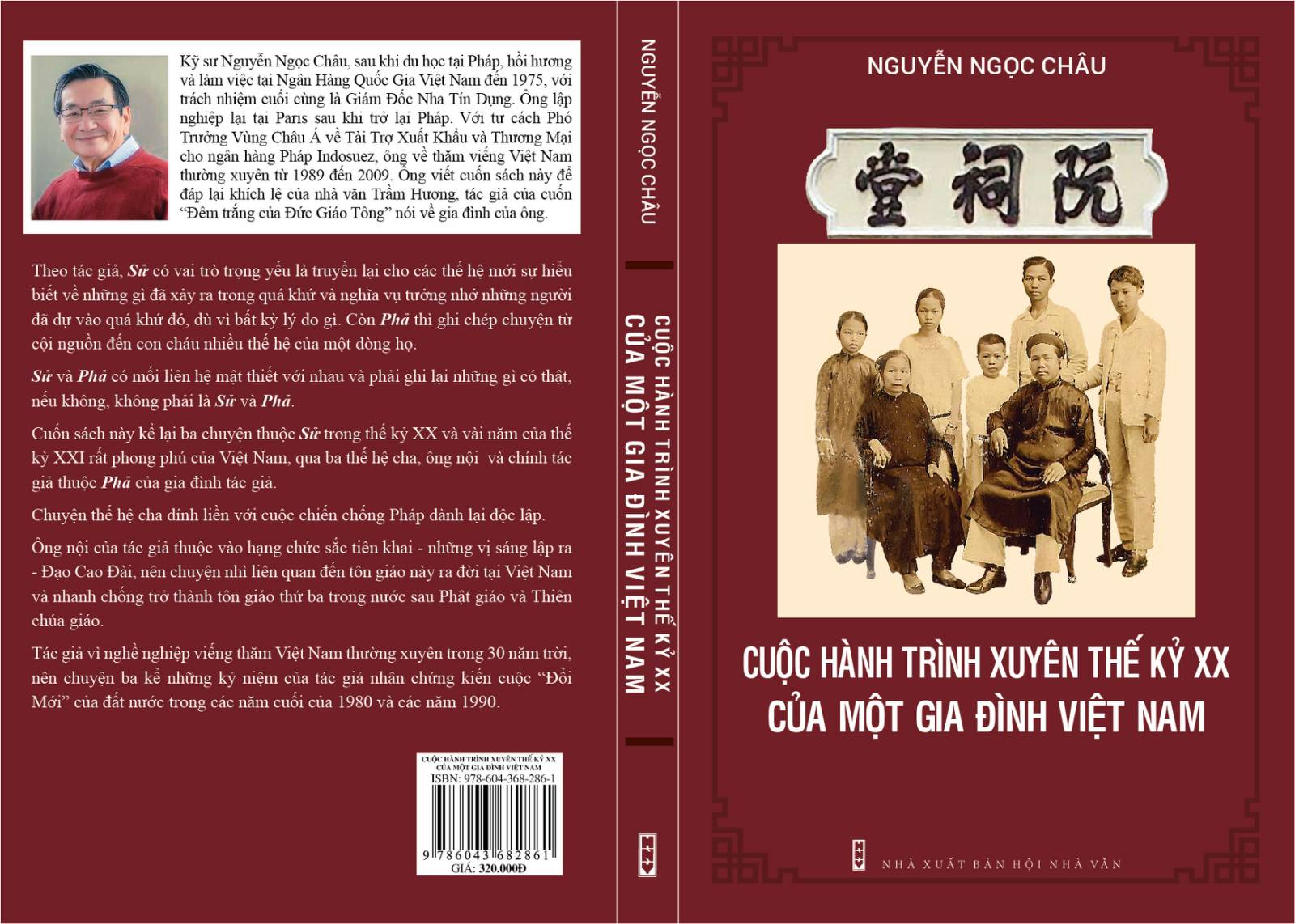
Nguyen Ngoc Chau (2024), A Voyage Through the 20th Century of a Vietnamese Family, book cover